# Шальма-Кух
Шальма-Кух (перс. شالماكوه) — село в Ірані, у дегестані Масаль, в Центральному бахші, шагрестані Масал остану Ґілян. За даними перепису 2006 року, його населення становило 142 особи, що проживали у складі 33 сімей.

## Клімат
Середня річна температура становить 12,76°C, середня максимальна – 26,96°C, а середня мінімальна – -1,61°C. Середня річна кількість опадів – 532 мм.
| Клімат поселення                              | Клімат поселення | Клімат поселення | Клімат поселення | Клімат поселення | Клімат поселення | Клімат поселення | Клімат поселення | Клімат поселення | Клімат поселення | Клімат поселення | Клімат поселення | Клімат поселення | Клімат поселення |
| Показник                                      | Січ.             | Лют.             | Бер.             | Квіт.            | Трав.            | Черв.            | Лип.             | Серп.            | Вер.             | Жовт.            | Лист.            | Груд.            |                  |
| Середній максимум, °C                         | 10,92            | 9,59             | 10,86            | 15,24            | 20,26            | 25,22            | 26,96            | 26,71            | 22,21            | 19,11            | 14,08            | 10,82            |                  |
| Середня температура, °C                       | 5,32             | 3,97             | 5,26             | 9,62             | 14,67            | 19,62            | 22,76            | 22,51            | 18,01            | 14,91            | 9,87             | 6,63             |                  |
| Середній мінімум, °C                          | −0,28            | −1,61            | −0,35            | 4,02             | 9,07             | 14,02            | 18,57            | 18,31            | 13,81            | 10,71            | 5,66             | 2,42             |                  |
| Норма опадів, мм                              | 44               | 40               | 62               | 62               | 40               | 21               | 13               | 19               | 43               | 65               | 54               | 69               |                  |
| Середньомісячна швидкість вітру, м/с          | 2.10             | 2.40             | 2.46             | 2.51             | 2.20             | 2.06             | 2.39             | 2.18             | 1.90             | 1.96             | 2.03             | 1.92             |                  |
| Середньомісячна сонячна радіація, кДж/м²·день | 7090             | 9447             | 11608            | 15972            | 19703            | 22323            | 23158            | 19704            | 16272            | 11356            | 8718             | 6788             |                  |
| --------------------------------------------- | ---------------- | ---------------- | ---------------- | ---------------- | ---------------- | ---------------- | ---------------- | ---------------- | ---------------- | ---------------- | ---------------- | ---------------- | ---------------- |
| Джерело:                                      |                  |                  |                  |                  |                  |                  |                  |                  |                  |                  |                  |                  |                  |